# Mare de Déu del Congost Vella
Nostra Senyora del Congost Vella és una església romànica situada a la part aragonesa del congost de Mont-rebei, dins del municipi de Viacamp i Lliterà. Situada a uns centenars de metres de Nostra Senyora del Congost, se l'anomena vella per distingir-la de l'altra.
Arruïnada, roman gairebé a nivell de l'aigua quan el pantà és ple, i manté dempeus el seu absis i part dels murs.